# Salix (Iowa)
Salix es una ciudad ubicada en el condado de Woodbury en el estado estadounidense de Iowa. En el Censo de 2010 tenía una población de 363 habitantes y una densidad poblacional de 91,72 personas por km².

## Geografía
Salix se encuentra ubicada en las coordenadas 42°18′28″N 96°17′32″O / 42.30778, -96.29222. Según la Oficina del Censo de los Estados Unidos, Salix tiene una superficie total de 3.96 km², de la cual 3.92 km² corresponden a tierra firme y (0.85%) 0.03 km² es agua.

## Demografía
Según el censo de 2010, había 363 personas residiendo en Salix. La densidad de población era de 91,72 hab./km². De los 363 habitantes, Salix estaba compuesto por el 95.04% blancos, el 0% eran afroamericanos, el 0.55% eran amerindios, el 1.65% eran asiáticos, el 0% eran isleños del Pacífico, el 0% eran de otras razas y el 2.75% pertenecían a dos o más razas. Del total de la población el 1.1% eran hispanos o latinos de cualquier raza.